# Аксыиков, Исекен
Исекен Аксыиков (1901 год — 1954 год) — председатель колхоза имени Фурманова Фурмановского района Уральской области, Казахская ССР. Герой Социалистического Труда (1948).

## Биография
Исекен Аксыиков родился в 1901 году в ауле Джангала в Джангалинском районе Западно-Казахстанской области Казахстана. Казах по национальности.
Получил начальное образование.
До 1920 года работал по найму у зажиточных сельчан, после чего начал трудиться в Совете депутатов Сломихинского района.
В 1924 году вступил в ряды ВКП(б) и активно участвовал в коллективизации хозяйств района. С 1930 года занимал должность секретаря партийной организации в созданном им же колхозе «Красный Акрап». Позже работал инструктором общего отдела Фурмановского райкома партии.
В 1940 году Исекен Аксыиков был избран председателем животноводческого колхоза имени Фурманова.
С 1942 года участвовал в Великой Отечественной войне, служил командиром танкового экипажа в 38-й гвардейской танковой бригаде. Прошёл боевой путь от Сталинграда до Берлина.
После демобилизации в 1945 году он вернулся к руководству колхозом имени Фурманова. Благодаря его управлению колхоз стал одним из передовых хозяйств района, добившись значительных успехов в животноводстве и сельском хозяйстве.
В 1947 году под руководством Аксыикова колхоз перевыполнил план развития животноводства:
- Овцеводство — 109 % выполнения плана.
- Крупный рогатый скот — 104,6 %.
- Лошади — 112,2 %.
- Выращивание ягнят — 148 %.
- Выращивание жеребят — 148,8 %.

Особенно выдающимся достижением стало выращивание 64 жеребят от 64 кобыл при табунном содержании.
Указом Президиума Верховного Совета СССР от 23 июля 1948 года «за получение высокой продуктивности животноводства в 1947 году, вырастившему при табунном содержании 64 жеребёнка от 64 кобыл» Аксыиков Исекен удостоен звания Героя Социалистического Труда с вручением Ордена Ленина и золотой медали Серп и Молот.
В годы четвёртой пятилетки (1946—1950) под его руководством:
- Количество лошадей в колхозе увеличилось вдвое.
- Поголовье овец возросло на 3 тысячи.
- Крупный рогатый скот увеличился на 200 голов.

Исекен Аксыиков оставил значимый след в истории развития сельского хозяйства Западного Казахстана, продемонстрировав образцовые методы управления и организации труда.

## Награды
Награждён орденом Ленина (23 июля 1948) и медалями.
Медаль «За боевые заслуги» (6 апреля 1945)
Медаль «За победу над Германией в Великой Отечественной войне 1941—1945 гг.» (9 мая 1945)